# 처녀 별
"처녀 별"은 윤봉춘 감독, 유치진 각본의 1956년 흑백 영화이다.

## 줄거리
별아기는 아버지가 대감 벼슬까지 지낸 쟁쟁한 집안의 규수로서, 어린 시절 소꿉 친구인 도령과는 짝지어진 사이였으나 당파싸움의 희생자로 별아기의 아버지가 죽음을 당한다. 별아기는 아버지의 복수를 위해서 도령집에 잠입한다. 그러나 도령을 사랑하는 별아기의 마음은 결행(決行) 직전에 인간적인 고민을 겪는다. 사랑이냐 혹은 복수냐의 양자 택일(兩者擇一)의 기로(岐路)에서 마침내 별아기는 사랑을 선택하여 도령과 더불어 멀리 행복을 찾아 떠난다.

## 개요
유치진의 희곡(戱曲) <별>을 영화화한 작품으로 김진규는 <피아골> 이후 사극물(史劇物)에서 좋은 연기를 보였고, 하연남도 가냘픈 몸매로 별아기의 애절한 사랑을 표현하는 데 좋은 연기를 보여주었다.

## 출연
- 김진규
- 하연남
- 한은진

## 참고 문헌
- 이 문서에는 다음커뮤니케이션(현 카카오)에서 GFDL 또는 CC-SA 라이선스로 배포한 글로벌 세계대백과사전의 "처녀 별" 항목을 기초로 작성된 글이 포함되어 있습니다.